# Quirás e Pinheiro Novo
Quirás e Pinheiro Novo (oficialmente, União das Freguesias de Quirás e Pinheiro Novo) é uma freguesia portuguesa do município de Vinhais, com 59,19 km² de área e 203 habitantes (censo de 2021). A sua densidade populacional é 3,4 hab./km².

## História
Foi criada aquando da reorganização administrativa de 2012/2013, resultando da agregação das antigas freguesias de Quirás e Pinheiro Novo.

## Demografia
A população registada nos censos foi:
| Ano  | 0-14 Anos | 15-24 Anos | 25-64 Anos | > 65 Anos |
| 2001 | 23        | 26         | 154        | 149       |
| 2011 | 4         | 16         | 106        | 160       |
| 2021 | 2         | 4          | 70         | 127       |

À data da junção das freguesias, a população registada no censo anterior foi:
| Freguesia atual                                | Freguesia atual  | Freguesia atual | Freguesias antigas | Freguesias antigas | Freguesias antigas |
| Freguesia                                      | População (2011) | Área (km²)      | Freguesia          | População (2011)   | Área (km²)         |
| ---------------------------------------------- | ---------------- | --------------- | ------------------ | ------------------ | ------------------ |
| União das Freguesias de Quirás e Pinheiro Novo | 286              | 59,19           | Quirás             | 180                | 27,19              |
| União das Freguesias de Quirás e Pinheiro Novo | 286              | 59,19           | Pinheiro Novo      | 106                | 39,92              |